# Jack Delaney
Ovila Chapdelaine, meglio conosciuto come Jack Delaney (Saint-François-du-Lac, 18 marzo 1900 – Bridgeport, 27 novembre 1948), è stato un pugile canadese.
Campione del mondo dei pesi mediomassimi dal 1926 al 1927.

## Riconoscimenti
La International Boxing Hall of Fame lo ha riconosciuto fra i più grandi pugili di ogni tempo.

## Gli inizi
Professionista dal 1919, si ruppe una mano e sembrò che la sua carriera fosse terminata, ma un manager di nome Jack Reilly rilevò il suo contratto per $900, promuovendo il pugile fino a trasformarlo in un'attrazione da mezzo milione di dollari.

## La carriera
Nel 1924 giunse al vertice della propria categoria sconfiggendo i quotatissimi Tommy Loughran, ai punti, e Paul Berlenbach, per KO al 4º round, dopo essere finito a sua volta al tappeto.
Nel 1925 batté anche un altro grande: Tiger Flowers, per 2 volte ed in entrambi gli incontri per KO. Nel secondo match Delaney atterrò Flowers al 1º round con un destro talmente potente che l'arbitro terminò il conteggio prima che Flowers si riprendesse. Dall'angolo di Flowers però protestarono perché il conteggio era stato troppo veloce, e i tifosi del pugile georgiano, che l'anno seguente sarebbe diventato il primo campione del mondo afroamericano dei medi, minacciarono una rivolta. Flowers chiese che il match riprendesse e, incredibilmente, Delaney acconsentì.
Il combattimento proseguì fino al quarto round, quando un altro destro irresistibile atterrò Flowers lasciandolo a terra privo di sensi. Questa volta non ci fu nessuna controversia sul conteggio. Quando Flowers si riprese, andò nello spogliatoio di Delaney e gli disse: "Voglio ringraziare, Mr. Delaney, e dire che io è convinto".
Nel 1925 Berlenbach si prese una rivincita e, in un incontro valido per il mondiale dei mediomassimi, al Madison Square Garden di New York, lo batté ai punti sulle 15 riprese.
Il 16 luglio 1926, dopo aver nel frattempo battuto altri due grandissimi come Mike McTigue e Maxie Rosenbloom, Delaney affrontò di nuovo Berlenbach, che deteneva il titolo mondiale dei mediomassimi, e lo batté ai punti in 15 riprese.
Negli ultimi anni della carriera, dopo aver abbandonato il titolo dei mediomassimi di cui si appropriò subito Loughran, Delaney era in lista per affrontare addirittura il campione del mondo dei pesi massimi Gene Tunney.
Fu però fermato dall'alcool, di cui aveva iniziato ad abusare al punto di presentarsi ubriaco agli incontri, tra questi uno con Jack Sharkey che terminò, naturalmente, con un KO al 1º round e che lasciò incredulo prima di tutti lo stesso Sharkey.

## Vita dopo la boxe
Dopo il pugilato si arrangiò facendo vari mestieri. Tra questi fece l'arbitro di pugilato e gestì un'osteria a New York.
Morì di cancro a soli 48 anni.